# پلیموث فیوری

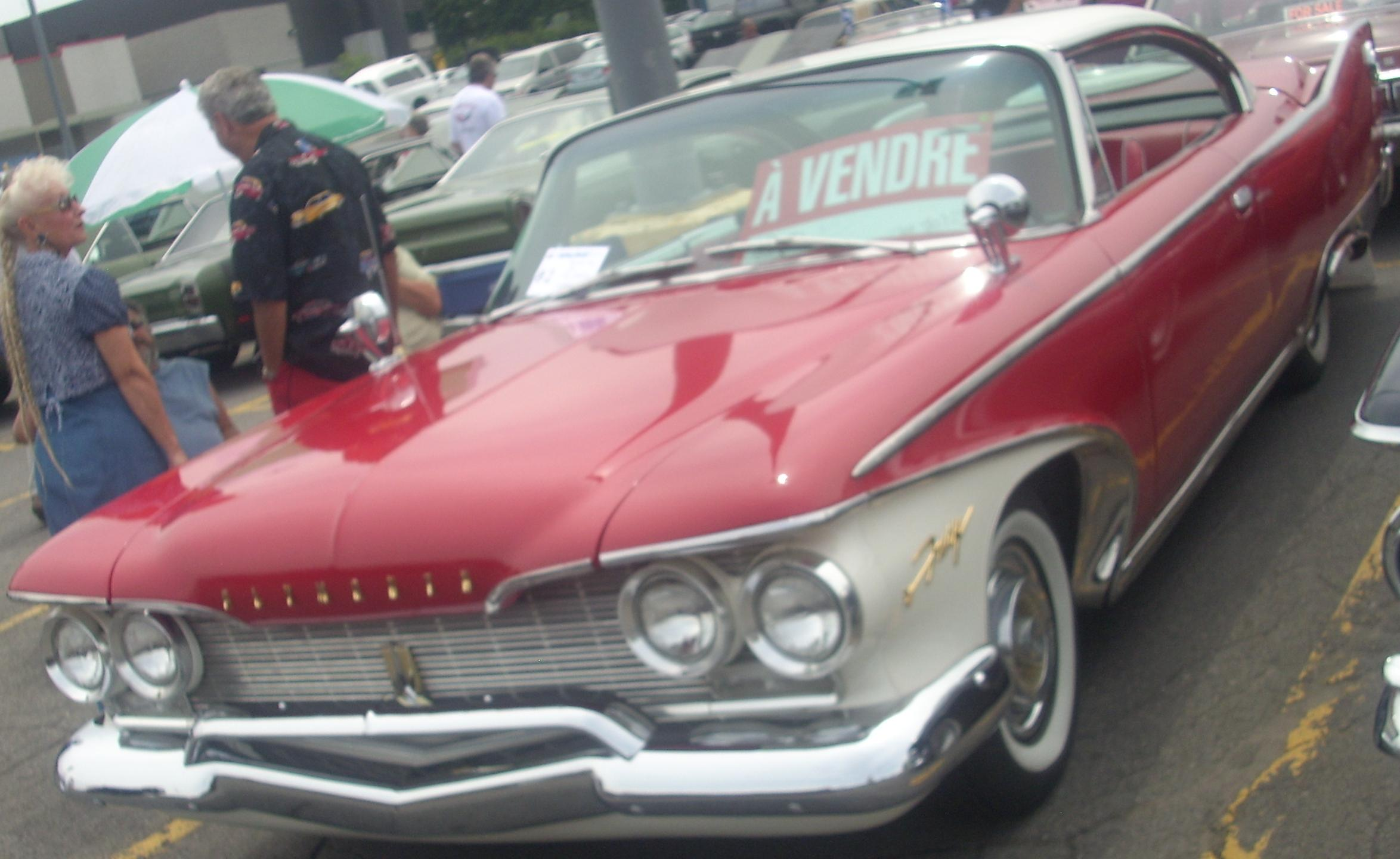

پلیموث فیوری (به انگلیسی: Plymouth Fury) خودرویی است که توسط شرکت پلیموث در سال‌های ۱۹۵۶ تا ۱۹۷۸ در ویندزور و کانادا تولید شده‌است. طراحی آن خودروهای موتور جلو-محور عقب بوده است. 

## نگارخانه

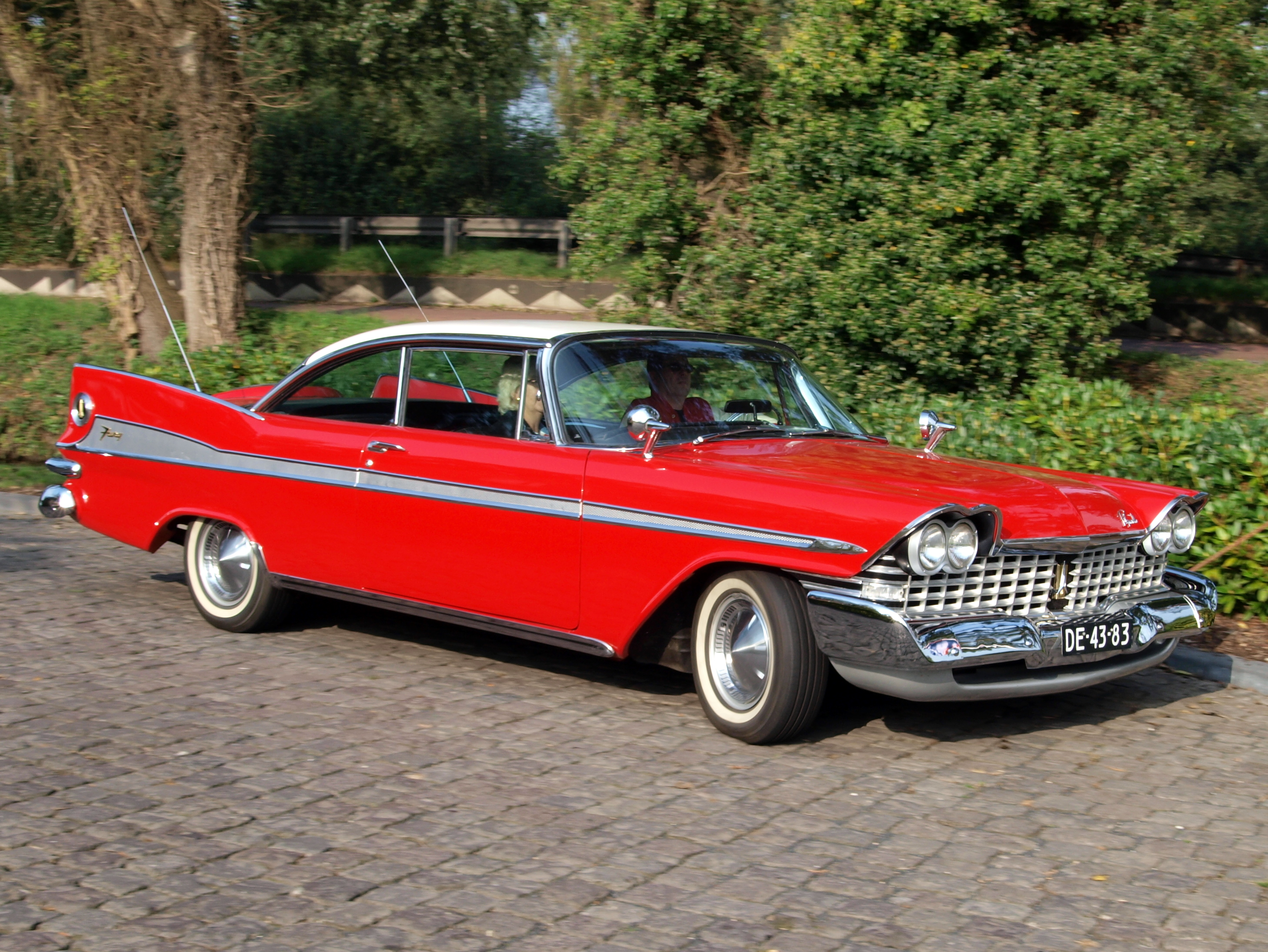
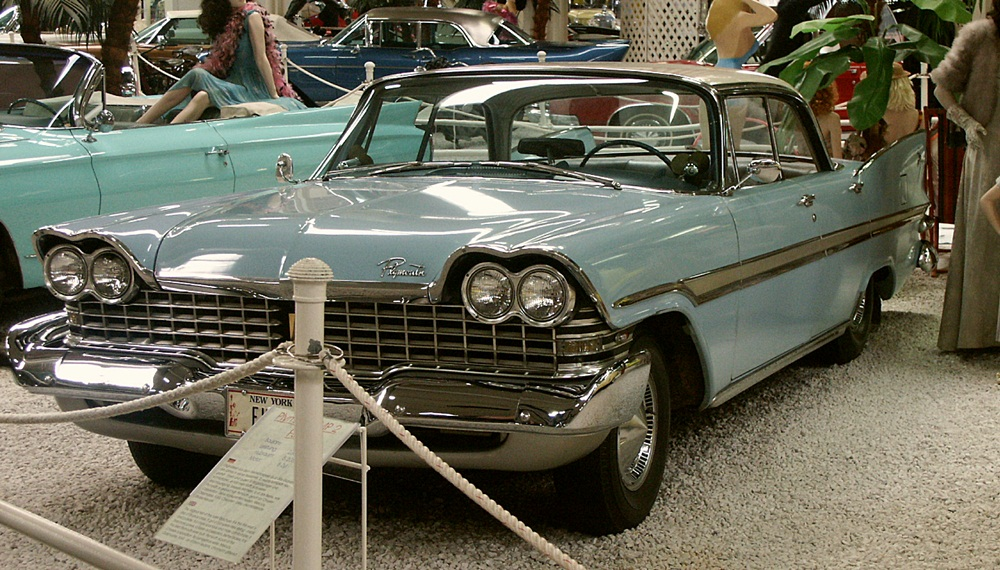
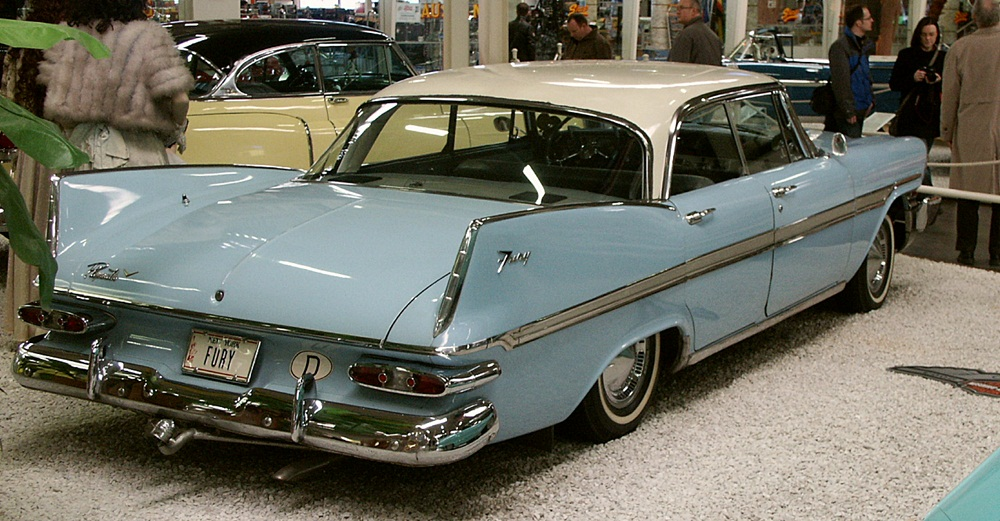